# Adigueisk

## - História
Adiguéia é um terreno povoado desde tempos imemoriais. Provas escritas sobre antepassados de Adigues estão na lista das obras de escritores gregos antigos, começando de século V AC. Adigues (as pessoas que deram o nome da república) são os mais antigos habitantes do Noroeste do Cáucaso, conhecidos no século XIII como os Circassianos. A língua Adiga pertence ao grupo de Adiguéia-Abkhaz caucasiano.
Na Idade Média, através da República houve a famosa Rota da Seda da Europa para a Ásia. Os antepassados de Adigues criaram uma cultura conhecida no mundo da arqueologia como Maykop. Dezenas de mausoléus dos montes ligadas por lendas, mostram a mais brilhante floração dos antigos caucasianos, seus laços estreitos com a Europa e o Oriente. De acordo com várias fontes, no início do século XIX, o número total de adigues atingiu de 700 a 750 mil pessoas.
A Região Adigue Autônoma foi formada em 27 de Julho de 1922. De 1991 - República da Adiguéia.

## - Geografia
A República da Adiguéia está localizada na parte central do Cáucaso do Norte, nas bacias dos rios Kuban, Laby e Belaya. A localização geográfica da Adiguéia é muito conveniente, e proporciona um ambiente favorável ao seu desenvolvimento económico. Ferroviário e estradas conectam a República da Adiguéia com muitas áreas do Território de Krasnodar, outras regiões da Rússia e as ex-repúblicas soviéticas. O clima da República da Adiguéia é moderadamente quente, com precipitação de 540 - 860 mm por ano.

## -Natureza
Situada na parte ocidental do Cáucaso do Norte, Adiguéia é uma região que tem as condições mais favoráveis para a especialização no tratamento termal e no turismo. São apresentados Balneological recursos das águas minerais. A maior importância prática é das águas termais na área da cidade de Maykop, e da aldeia Tulskiy.

## - População
A população da República da Adiguéia é de 445,2 mil pessoas, incluindo 69,6 mil crianças com menos de 14 anos de idade. A média da densidade populacional é de 58,5 pessoas por 1 km². A maior densidade populacional nas zonas situadas no vale (até 141 pessoas por 1 km²).
População urbana da República da Adiguéia é de 231,8 mil pessoas e está concentrado em duas partes urbanas: Maykop (157 mil pessoas) e Adigueisk (12,2 mil pessoas), e cinco aglomerados urbanos.
A República da Adiguéia é uma subdivisão multinacional, com mais de 100 nacionalidades. A principal população é a russos (64,5%) e adigues (24,2%). Entre outros povos da República da Adiguéia são: os armênios, bielorrussos, ucranianos, alemães, gregos e outros.

## - Subdivisões
A capital da República da Adiguéia é a cidade de Maykop. A República da Adiguéia está dividida em 7 distritos administrativos (Giaginsky, Koshehablsky, Krasnogvardeysk, Maykop, Tahtamukaysky, Teuchezhsky, Shovgenovsky), 46 administrações rurais que são 224 assentamentos.

## - Economia
A economia em Adigueisk é dividida em 4 setores principais;

### - Indústria
A República da Adiguéia possui uma economia mista: industrial e agrária, das diferentes formas de propriedades. Pelas bases indústrias incluem a construção de máquinas, metalurgia, produção de produtos alimentares e a madeira, combustível e eletricidade. Entre as pequenas empresas dominam o comércio e restauração pública.
O principal setor da economia é a indústria alimentícia, cuja participação na produção total é superior a 35% (frutas em conserva, doces, massas, vinhos e bebidas, laticínios e diversos produtos de carne).
A presença na República da Adiguéia dos recursos florestais levou ao desenvolvimento da indústria de madeira, de celulose e papel, cujos produtos são de madeira e artigos de madeira, parquet, pasta de papel, papelão.
As empresas de engenharia mecânica fabricam e fornecem em diferentes regiões da Rússia engrenagens cilíndricas, equipamentos tecnológicos para a exploração madeireira, máquinas e ferramentas de corte de metal.

### - Agricultura
A agricultura é uma prioridade para o desenvolvimento econômico da República da Adiguéia. O principal lugar é ocupado pelo cultivo e processamento de cereais, beterraba, sacarina, hortaliças, frutíferos, tabaco e a criação dos bovinos, suínos, ovinos, aves, cavalos. Ósmio dos únicos recursos naturais e condições climáticas são favoráveis ao crescimento das culturas no sul da Adiguéia, como pêssego, cereja, marmelo, pêra, uva e chá. Produtos de complexo agro-industrial equivalem a 32% de todos os produtos industriais da República da Adiguéia.

### -Transporte
O sistema de transporte da Adiguéia possui uma extensa rede de estradas nacionais e inter-regional, que liga pelo transporte ferroviário e aéreo a cidade de Maykop com Moscou e outras cidades da Rússia. Há um aeroporto internacional, estradas e estações ferroviárias.

### -Turismo
O território da República da Adiguéia é uma área mista de turismo. É possível organizar atividades esportivas, recreativos e passeios educativos e cognitivos. Na área da República da Adiguéia existem os objetos naturais, muitos dos quais têm um alto valor turístico.